# Акт про управління даними
Акт про управлі́ння да́ними (DGA) — нормативно-правовий акт Європейського Союзу, який закладає основу для створення європейської моделі обміну даними. Метою акту про управління даними є покращення умов для обміну даними на європейському внутрішньому ринку, створення узгоджених рамок для обміну даними та встановлення основних вимог до управління даними. Управління даними в цьому сенсі розуміється як система регулювання та організації обробки даних, зосереджена на сприянні співпраці.
Проєкт акту був вперше анонсований як частина Європейської стратегії даних 2020 представленій у листопаді 2020 року. У листопаді 2021 року учасники переговорів від Ради та Парламенту досягли попередньої угоди. Угода передбачає, що брокерські послуги з передачі даних повинні бути внесені до реєстру, щоб клієнти могли бути впевнені, що постачальники послуг заслуговують довіри. Постачальникам послуг для обміну даними (довіреним особам) також не слід дозволяти оцінювати дані для власних цілей, щоб переконатися, що вони представляють нейтральні ринки та не пов’язують ці послуги з іншими пропозиціями, щоб уникнути ефекту блокування. Щоб гарантувати чесну конкуренцію, нові контракти на ексклюзивне використання даних між органами влади та компаніями мають бути обмежені одним роком, а існуючі контракти – двома з половиною роками.
Акт про управління даними застосовуватиметься безпосередньо в кожній державі-члені Європейського Союзу з 24 вересня 2023 року.

## Зміст
Акт про управління даними в першу чергу охоплює чотири основні теми, що здається фрагментарним регулюванням окремих аспектів (стаття 1, параграф 1):

### Повторне використання певних категорій захищених даних, які знаходяться в державних органах (розділ II)
На додаток до Директиви про відкриті дані та повторне використання інформації державного сектора (Відкриті дані та PSI-RL), акт про управління даними покликаний дозволити використання захищених і, отже, не підлягають повторному використанню даних, що зберігаються державними органами (ст. 2, № 17) приватними користувачами. Однак акт про управління даними явно не створює правової основи для доступу до таких даних і не торкається відповідних прав та обов'язків відповідно до національного законодавства та законодавства Союзу (стаття 1, параграфи 2–5), зокрема, не Загальний регламент про захист даних ( Стаття 1, параграф 3). Але якщо державні органи надають доступ до захищених даних відповідно до національних стандартів, щодо повторного використання застосовуються правила Акту про управління даними. Акт про управління даними визначає як категорії даних і установ, що захищаються, так і дані, звільнені від них (стаття 3). Державні органи зазвичай мають ухвалити рішення щодо запитів на подальше використання захищених даних протягом двох місяців, при цьому заявники мають право на засоби правового захисту (стаття 9). Фундаментальна заборона на ексклюзивні угоди на подальше використання захищених даних покликана, зокрема, уникнути обмеження конкуренції та монопольного становища (стаття 4). Державні органи повинні сприяти повторному використанню своїх захищених даних за допомогою відповідних умов, продовжуючи водночас забезпечувати захист даних (стаття 5). Ви можете стягувати плату за дозвіл на подальше використання, але ця плата повинна обмежуватись здійсненням відповідної процедури подання заяви (процесуальні витрати) (стаття 6). Держави-члени зобов'язані, з одного боку, визначити та відповідним чином оснастити установи (компетентні органи), які покликані надавати юридичну, технічну та організаційну підтримку державним органам у наданні їх захищених даних (стаття 7), та, з іншого боку, надати всю інформацію та умови для повторного використання через центральні інформаційні точки (стаття 8).

### Вимоги до послуг комутації даних (Розділ III)
Брокерські послуги з передачі даних – це послуги, призначені для встановлення ділових відносин між невизначеною кількістю суб’єктів даних або власників даних, з одного боку, та користувачами даних, з іншого боку, з метою забезпечення обміну даними (стаття 2 № 11). Деякі брокерські послуги з обробки даних підлягають процедурі реєстрації в компетентних органах (стаття 10). Акт про управління даними визначає порядок та умови такої реєстрації (стаття 11), а також умови, за яких постачальники можуть надавати лише брокерські послуги з даних (стаття 12). Держави-члени ЄС зобов’язані призначати інституції (компетентні органи), які, з одного боку, виконують завдання, пов’язані з процесом реєстрації послуг з передачі даних (стаття 13), а з іншого боку, здійснюють моніторинг та нагляд за дотриманням вимоги до постачальників послуг передачі даних (ст. 14).

### Альтруїзм даних (Розділ IV)
Альтруїзм даних означає добровільне надання особистих і неособистих даних для подальшого використання громадськістю без будь-якої фінансової вигоди з боку тих, хто надає дані (організації альтруїстичних даних). З одного боку, акт про управління даними надає державам-членам ЄС повноваження визначати організаційні та технічні правила, а також національні стратегії альтруїзму щодо даних (стаття 16), а також призначати національні відповідальні органи (стаття 23) з наглядовою функцією (стаття 24). З іншого боку, Європейська комісія має можливість видавати імплементаційні нормативні акти щодо альтруїзму даних (стаття 22) і європейську форму згоди для згоди щодо даних, які зберігаються суб’єктами даних (стаття 25). Національні відповідальні органи та Європейська комісія повинні вести публічні реєстри (стаття 17), до яких альтруїстичні організації можуть подати заявку на включення (стаття 19) за умови дотримання певних вимог (стаття 18) і, таким чином, бути визнаними державою як такі. Визнані альтруїстичні організації щодо даних зобов’язані вести точні записи про походження та обробку своїх даних, щорічно звітувати національному компетентному органу про свою діяльність (стаття 20) і захищати права та інтереси осіб, на яких впливають ці дані ( стаття 21).

### Європейська рада з інновацій даних (розділ VI)
Акт про управління даними встановлює інституційну основу для консультативного органу експертів без статусу юридичної особи, наглядової функції та юридично обов’язкових повноважень прийняття рішень (стаття 29), який створює та очолює Європейська комісія, а також визначає його завдання. Європейська рада з інновацій даних складається з 3 підгруп за темами «Послуги брокерських даних / альтруїзм даних» (представлені відповідними органами), «Технології даних (наприклад, стандартизація, передача, сумісність)» та «Групи зацікавлених сторін» (представлені, наприклад, бізнесом, дослідницькими та науковими групами, громадянським суспільством). Розширений перелік завдань комітету (стаття 30) охоплює головним чином основні теми акту про управління даними, а також загальні аспекти європейської стратегії даних і служить головним чином для консультування Європейській комісії.